# Böggvisstaðafjall
Böggvisstaðafjall är ett berg i republiken Island. Det ligger i regionen Norðurland eystra, 250 km nordost om huvudstaden Reykjavík. Toppen på Böggvisstaðafjall är 773 meter över havet.
Runt Böggvisstaðafjall är det mycket glesbefolkat, med 3 invånare per kvadratkilometer. Närmaste större samhälle är Dalvík, nära Böggvisstaðafjall. Trakten runt Böggvisstaðafjall består i huvudsak av gräsmarker.